# Kati Winkler
Kati Winkler (Chemnitz, 16 gennaio 1974) è un'ex danzatrice su ghiaccio tedesca.

## Palmarès
Danza su ghiaccio con René Lohse
| Internazionali                     | Internazionali | Internazionali | Internazionali | Internazionali | Internazionali | Internazionali | Internazionali | Internazionali | Internazionali | Internazionali | Internazionali | Internazionali | Internazionali | Internazionali | Internazionali |
| Evento                             | 1989–90        | 1990–91        | 1991–92        | 1992–93        | 1993–94        | 1994–95        | 1995–96        | 1996–97        | 1997–98        | 1998–99        | 1999–00        | 2000–01        | 2001–02        | 2002–03        | 2003–04        |
| ---------------------------------- | -------------- | -------------- | -------------- | -------------- | -------------- | -------------- | -------------- | -------------- | -------------- | -------------- | -------------- | -------------- | -------------- | -------------- | -------------- |
| Giochi olimpici invernali          |                |                |                |                |                |                |                |                | 10°            |                |                |                | 8°             |                |                |
| Campionati mondiali                |                |                |                |                |                | 19°            | 13°            | 12°            | 9°             | 7°             | 6°             | 7°             | 7°             |                | 3°             |
| Campionati europei                 |                |                |                | 16°            |                | 15°            | 9°             |                | 9°             | 6°             | 5°             | 6°             |                | 5°             |                |
| GP Finale                          |                |                |                |                |                |                |                |                |                |                |                | 5°             |                |                |                |
| GP Cup of Russia                   |                |                |                |                |                |                |                |                |                |                |                |                |                | 4°             | 4°             |
| GP Lalique                         |                |                |                |                |                |                |                | 5°             |                |                |                | 3°             |                |                |                |
| GP Nations Cup                     |                |                |                |                | 9°             | 6°             | 6°             | 7°             | 5°             | 3°             | 2°             | 4°             |                | 3°             | 2°             |
| GP NHK Trophy                      |                |                |                |                |                |                |                |                |                | 4°             |                | 3°             |                | 2°             | 4°             |
| GP Skate America                   |                |                |                |                |                | 4°             | 7°             | 6°             |                |                | 4°             |                |                |                |                |
| GP Skate Canada                    |                |                |                |                |                |                | 9°             |                |                |                |                |                |                |                |                |
| Nebelhorn Trophy                   |                |                |                |                |                | 4°             |                |                |                |                |                |                |                |                |                |
| Internazionali: Junior             |                |                |                |                |                |                |                |                |                |                |                |                |                |                |                |
| Campionati mondiali                |                | 15°h           | 8°             |                |                |                |                |                |                |                |                |                |                |                |                |
| Nazionali                          |                |                |                |                |                |                |                |                |                |                |                |                |                |                |                |
| Campionati tedeschi                |                |                | 2°             | 2°             | 3°             | 2°             | 1°             |                | 1°             | 1°             | 1°             |                |                | 1°             | 1°             |
| Campionati della Germania dell'Est | 1°             |                |                |                |                |                |                |                |                |                |                |                |                |                |                |